# Mirk László
Mirk László (Marosvásárhely, 1944. szeptember 23. –) erdélyi magyar újságíró.

## Életútja
Szülővárosában, a Bolyai Farkas Líceumban végezte a középiskolát (1962), ugyanott a Pedagógiai Főiskolán román-magyar nyelv- és irodalomtanári diplomát szerzett (1965), majd középiskolai tanári képesítést nyert a Bukaresti Egyetem filológia karán (1980). Pályáját Szentegyházasfalu általános iskolájában kezdte, 1974-től a Hargita megyei KISZ-bizottság művelődési osztályvezetője s az Ifjúmunkás székelyföldi tudósítója. 1990-től középiskolai tanár Csíkszeredában.

## Munkássága
Első írását az Ifjúmunkás közölte (1967). A Falvak Dolgozó Népe, Hargita, Megyei Tükör munkatársa. A munka dicsérete című versgyűjtemény (Csíkszereda, 1974) összeállítója, riporttal szerepel A Demeter gyerekek pályaválasztása és más igaz történetek (1977) s a Névsorolvasás (Kolozsvár, 1985) című gyűjteményekben. A Hargita Kalendárium nyelvi játékait és irodalmi fejtörőit közölte (1980–86).

## Kötetei
- Szórakoztató játékok (Kolozsvár, 1980)
- Riportúton az Olt mentén. Fiatalok az iparban, a mezőgazdaságban, az építőtelepeken (Kovács Nemerével közösen, 1987)